# Karlo Štajner
Karlo Štajner, narozen jako Karl Steiner (15. ledna 1902 Vídeň – 1. dubna 1992 Záhřeb), byl jugoslávský komunista rakouského původu a oběť stalinismu.

## Život
Štajner jako mladý knihtiskařský učeň vstoupil v roce 1919 do komunistického hnutí (stal se členem rakouské komunistické mládeže a později členem ústředního výboru této organizace); o dva roky později odešel do Království Srbů, Chorvatů a Slovinců  ilegálně spolupracovat se Svazem komunistů Jugoslávie, a to jako technický asistent. Po pronásledování policií musel v roce 1931 z Jugoslávie, která se mezitím stala jeho druhou vlastí, uprchnout.
Následovaly pobyty v Paříži, Vídni a v Berlíně. Za svou komunistickou činnost byl vyhoštěn z Francie a Rakouska. Poté, co byl v Berlíně znovu zatčen, uprchl z Německa a v červenci 1932 přicestoval nakonec do Sovětského svazu. Byl jmenován ředitelem nakladatelství Kominterny a Komunistická internacionála  mu svěřila vedení velké tiskárny a vydavatelství v Moskvě. Tam se také seznámil se svou manželkou Sonjou, se kterou se brzy oženil a která mu zůstala věrná během dlouhých let věznění.
Když v roce 1936 začal Stalinův velký teror, byl v noci na 4. listopadu zatčen i Štajner. Byl obviněn z toho, že je „kontrarevolucionářem, agentem gestapa a spolupachatelem vraždy Sergeje Kirova“. Nejprve jeho vězením byla nechvalně známá Lubjanka v ruské metropoli, potom byl převezen přes Solovecké ostrovy v Bílém moři do sibiřského města Norilsk; tam zůstal deset let. Pak byl převezen do sibiřského internačního tábora Tajšet. Po propuštění, po 17 letech, odešel do exilu do vesnice na dolním toku Jeniseje, kde pracoval jako zedník. Teprve v roce 1956 byl rehabilitován a díky jugoslávskému velvyslanectví v Moskvě se mohl vrátit do Jugoslávie, kterou považoval za svou vlast.
Jeho žena Sonja se s ním po téměř 19 letech setkala v březnu 1955, když ho navštívila v Maklakově, kde žil v exilu. V roce 1956 emigrovala se svým manželem do Jugoslávie a žila s ním v Záhřebu. Zemřela v Záhřebu 11. března 2005.
Hned po návratu domů Karlo Štajner napsal bestseller 7000 dní na Sibiři.

## Dílo
- "7000 dana u Sibiru", Globus, Záhřeb (1971)[pozn. 1]
- "Povratak iz Gulaga", Naprijed, Zahřeb (1981)
- "Ruka iz groba", Globus, Zahřeb (1985)[2]

### České vydání
- ŠTAJNER, Karlo. 7000 dní na Sibiři. Překlad Luboš Kohout. 1. vyd. Praha: Naše vojsko, 1991. 231 s. (Memoáry; sv. 3). ISBN 80-206-0278-X.